# Цимбалюк Роман Володимирович
Рома́н Володи́мирович Цимбалю́к (нар. 26 вересня 1980, Алма-Ата, Казахська РСР, СРСР) — український журналіст, автор YouTube-каналу. Власний кореспондент агенції УНІАН у Росії. З 2017 до 2022 року — останній український кореспондент, акредитований при МЗС Росії на постійній основі. Відомий жорсткими та прямими запитаннями до російських політиків, зокрема до Володимира Путіна.

## Біографія
Роман Цимбалюк народився 26 вересня 1980 року в місті Алма-Ата Казахської Радянської Соціалістичної Республіки, СРСР.
З 2004 року почав працювати в інформаційній агенції УНІАН, що входить до медіахолдингу «1+1 Media». Освітлював з місця подій російсько-грузинську війну 2008 року. Після повернення з Грузії став власним кореспондентом УНІАН в Москві, де відтоді й проживав. Окрім матеріалів для УНІАН готував телесюжети для програми ТСН каналу «1+1». У лютому 2022 року стало відомо, що Роман Цимбалюк після повернення до Києва працюватиме в «Укрінформі».

### Інциденти в Росії
21 березня 2017 його затримала московська поліція після запису інтерв'ю з аспірантом історичного факультету МДУ Захаром Сарапуловим, який 18 березня, у день анексії Криму, вивісив у вікні гуртожитку, де мешкає, прапор України. Заодно затримали оператора каналу «1+1» Микиту Бородіна. Через три години затриманих відпустили.
У грудні 2021 року стало відомо, що Цимбалюка викликали на допит по справі про розпалювання ворожнечі та ненависті до росіян. Це відбулося після того, як депутат Законодавчих зборів Санкт-Петербургу Дмитро Дмитрієв направив запит до прокуратури з проханням перевірити його висловлювання. У середині місяця адвокат Цимбалюка Микола Полозов заявив, що прокуратура Москви звинуватила журналіста в екстремізмі та збиралася викликати на допит 24 грудня. Згодом допит було скасовано.
На початку січня 2022 року поїхав з Росії в Київ через загрозу особистій безпеці.